# Camila Pitanga
Camila Pitanga Manhães Sampaio (Rio de Janeiro, 14 de junho de 1977) é uma atriz, produtora e apresentadora brasileira. Tornou-se conhecida em 1988 como Clubete, assistente de palco da apresentadora Angélica no programa Clube da Criança da extinta Rede Manchete. Como atriz, estreou em 1993, interpretando uma das protagonistas de Sex Appeal, emendando outros papeis consistentes em Fera Ferida, A Próxima Vítima, Pecado Capital e na segunda e terceira temporadas Malhação. Em 2001, foi alçada ao primeiro escalão de atores da Rede Globo quando foi escalada como antagonista do principal produto da emissora, a "novela das oito" Porto dos Milagres.
Em 2003, participou de uma das novelas de maior audiência da década, Mulheres Apaixonadas, com a qual ganhou seu primeiro prêmio de televisão, o Prêmio Extra de Televisão. Após o destaque em Belíssima, interpretou o papel de maior repercussão de sua carreira em Paraíso Tropical, a antagonista Bebel, uma prostituta que caiu no gosto popular pelo apelo cômico em suas cenas de vilanias, ganhando os principais prêmios de televisão, como o Troféu Imprensa, Prêmio Contigo!, Melhores do Ano, Troféu APCA, Prêmio Extra de Televisão e Prêmio Quem.
Na sequência emendou uma série de protagonistas em Cama de Gato, Lado a Lado, Babilônia e Velho Chico, além de personagens de destaque em Insensato Coração e Aruanas. Em 2025, se destacou ao interpretar a vilã Lola em Beleza Fatal. A personagem, apesar de cruel, conquistou o público com sua personalidade expansiva e divertida, fazendo sucesso nas redes sociais e se tornando mais um papel de grande repercussão em sua carreira.

## Carreira

### 1984—1997: Início da carreira eMalhação
Estreou em 1984, aos 7 anos de idade, no filme Quilombo, de Cacá Diegues. Em 1988 tornou-se Clubete, uma das assistentes de palco da apresentadora Angélica no programa Clube da Criança da extinta Rede Manchete, no entanto, Camila Pitanga permaneceu no programa Clube da Criança, por apenas alguns meses. Em 1991 foi estudar teatro no Teatro Tablado e estreou como atriz na peça infantil A Gata Borralheira, interpretando a madrasta. Em 1993 estreou como atriz na televisão como uma das cinco protagonistas da minissérie Sex Appeal de Antônio Calmon, a modelo encrenqueira Vilma, uma das cincco protagonistas que disputavam o concurso de modelagem na história. No mesmo ano integra a novela Fera Ferida, escrita por Aguinaldo Silva, Ricardo Linhares e Ana Maria Moretzsohn, como Teresinha. Em 1994 estrela no teatro A Ira de Aquiles, adaptação da Ilíada, de Homero, e em 1995 encarna Patrícia Noronha em A Próxima Vítima, filha de Cléber, personagem de Antônio Pitanga, seu pai na vida real, que acabou se tornando uma das vítimas referenciadas no título da novela. Na trama, Patrícia causou rebuliço em sua família ao se envolver com um moço branco, namoro proibido pela familía, que era negra. Em 1996 interpreta a vilã Alex na segunda temporada de Malhação, permanecendo também na temporada seguinte. A personagem ganhou fama por sua caracterização: cabelo curto e castanho com mexas descoloridas. No cinema, seu primeiro trabalho foi no longa-metragem Super Colosso (1995).

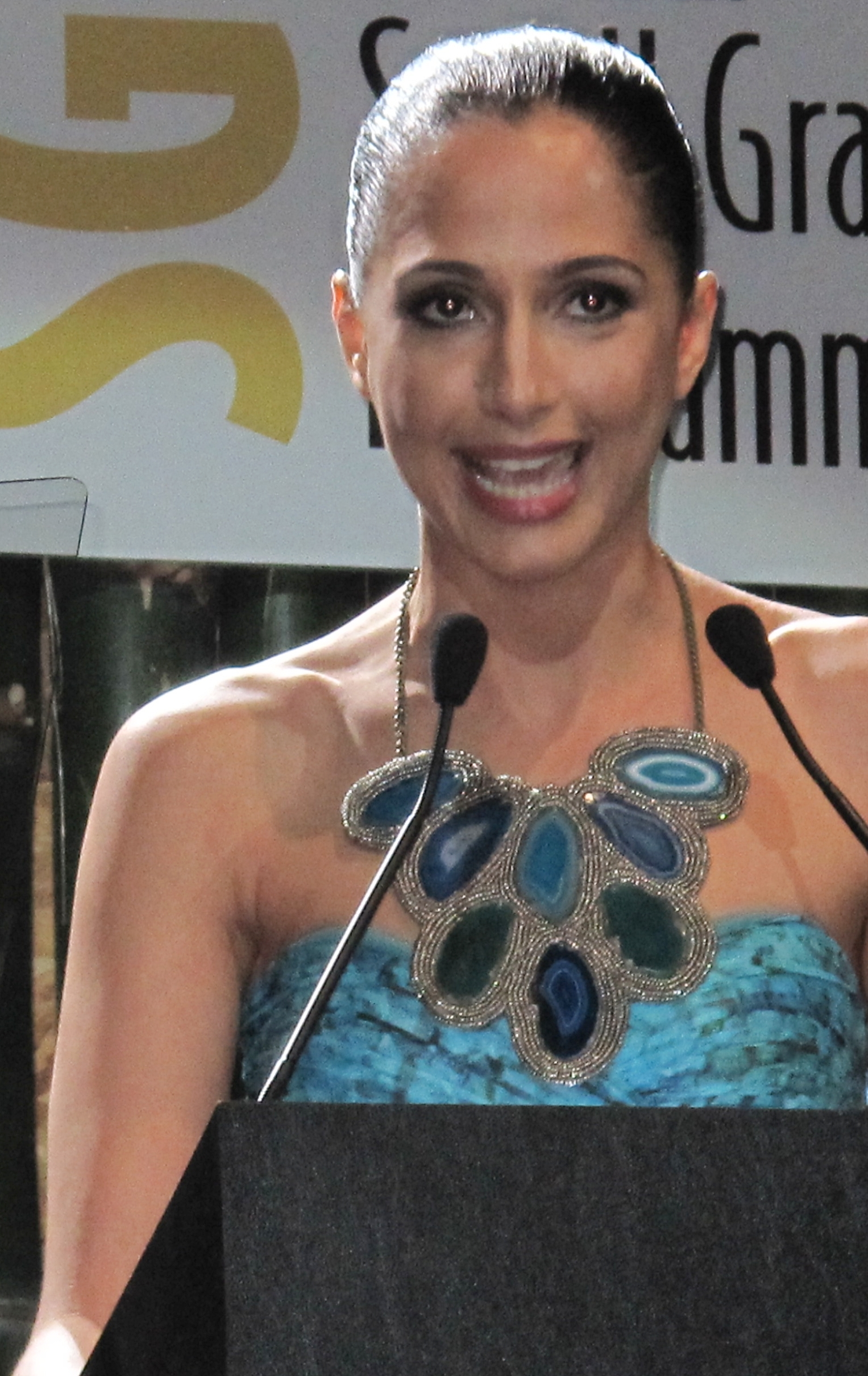
Camila no Equator Prize em 2012.

### 1998—2006: Personagens de destaque no horário nobre
Em 1998 atuou no remake da novela Pecado Capital, escrita por Gloria Perez para o horário das 18h, no papel de Ritinha (papel que não existia na versão original da novela, exibida em 1975), garota que se envolvia com o protagonista Carlão (papel de Eduardo Moscovis) e rivalizava com a mocinha Lucinha (Carolina Ferraz). Em 2000 destacou-se como a índia Catarina Paraguaçu, na microssérie A Invenção do Brasil. Nesse mesmo ano, foi uma das protagonistas da série Garotas do Programa, ao lado de prestigiadas atrizes como: Mariana Hein, Zezé Polessa, Betty Gofman, Drica Moraes e Marília Pêra. No ano seguinte interpretou Esmeralda em Porto dos Milagres, novela de Aguinaldo Silva e Ricardo Linhares que abordava o realismo fantástico no litoral baiano, encarnando uma das antagonistas da trama: a personagem, extremamente sensual, vivia a seduzir o herói da história, Guma (Marcos Palmeira), e atrapalhar seu romance com a mocinha Lívia (Flávia Alessandra). Em 2002 protagonizou a minissérie Pastores da Noite, exibida dentro da série Brava Gente, e faz uma rápida participação na segunda temporada da série de comédia A Grande Família, como Marina, meia-irmã da protagonista Nenê, defendida por Marieta Severo, e em 2003 revive a personagem na temporada seguinte da série. 
No mesmo ano, atuou como a médica Luciana, de Mulheres Apaixonadas de Manoel Carlos, onde fazia par romântico com Rodrigo Santoro, seu primo na trama, que por sua vez era casado com a personagem de Paloma Duarte. Os dois demonstraram bastante química juntos, as cenas de amor versus ódio fazem sucesso até hoje no Youtube, bem como o jargão, "Amor de primo não acaba nunca", embalada pelo sucesso "Amor Maior" do Jota Quest. Além de Santoro, a personagem de Pitanga se relacionava com César, o chefe de Luciana vivido por José Mayer, sendo uma das pontas do triângulo amoroso que envolvia a médica, César e Helena, a protagonista vivida por Christiane Torloni, sua madrasta na trama. Além de Mayer, Torloni e Santoro, Camila dividia cena com os atores Tony Ramos, Elisa Lucinda, Paloma Duarte, Susana Vieira, entre outros. Em 2005 despontou em Belíssima como Mônica Santana, irmã do vilão André, encarnado por Marcello Antony. Na trama, sua personagem, uma empregada doméstica, era disputado por Cemil e Alberto (personagens vividos, respectivamente, por Leopoldo Pacheco e Alexandre Borges). 
Fora da televisão, Pitanga se destacou nos longas-metragens Redentor e O Signo do Caos e no filme de animação de ação Atlantis - O Reino Perdido, lançado em 2001 pela Walt Disney Pictures, onde ela deu voz à protagonista Kida. 

### 2007—2019:Bebel, reconhecimento nacional e protagonistas
Em 2007, após a recusa da atriz Mariana Ximenes para interpretar a ingênua prostituta Bebel de Paraíso Tropical de Gilberto Braga e Ricardo Linhares, uma das vilãs da novela, foi escalada para o papel, tendo conseguido bastante destaque com a personagem. Bebel foi sua segunda antagonista e um dos principais fatores do sucesso da novela, e ficou eternizada por seu romance com o vilão Olavo Novaes, interpretado por Wagner Moura. O autor Gilberto Braga chegou a duvidar que Camila conseguiria desempenhar bem o papel, que lhe rendeu bastante elogios, várias indicações e prêmios de Melhor Atriz. Bebel representa um divisor de águas em sua carreira, que lhe consagrou e a colocou no time dos principais atores do casting da Globo, além de representar um marco cultural na televisão brasileira, eternizando diversas cenas e bordões (entre eles, cueca maneira, categuria, eu sou uma piscininha e a frase que boa ideia esse casamento primaveril em pleno outono). Além disso, a personagem foi marcada pelo estilo interiorano e ingênuo, rendendo diversas cenas de humor ao lado de Vera Holtz, Yoná Magalhães, Deborah Secco, Eduardo Galvão e Wagner Moura. Durante a trama, a atriz recebeu convite para posar nua para a revista Playboy graças ao seu enorme apelo sensual da personagem. Porém, a atriz afirmou não ver possibilidade de tirar a roupa para nenhuma revista masculina. No mesmo ano, interpretou uma das protagonistas da comédia Saneamento Básico, o Filme, onde contracenou com Wagner Moura, Fernanda Torres, Bruno Garcia e Lázaro Ramos. Em 2008 apresentou o musical Som Brasil e substituiu a atriz Luana Piovani no seriado dominical Faça sua História. Entre 2009 e 2010, em decorrência do sucesso de Bebel, viveu sua primeira protagonista de novelas: a ex-empregada Rose, em Cama de Gato, novela de Duca Rachid e Thelma Guedes, e ficou marcada por ser a primeira protagonista negra no horário das seis da TV Globo.

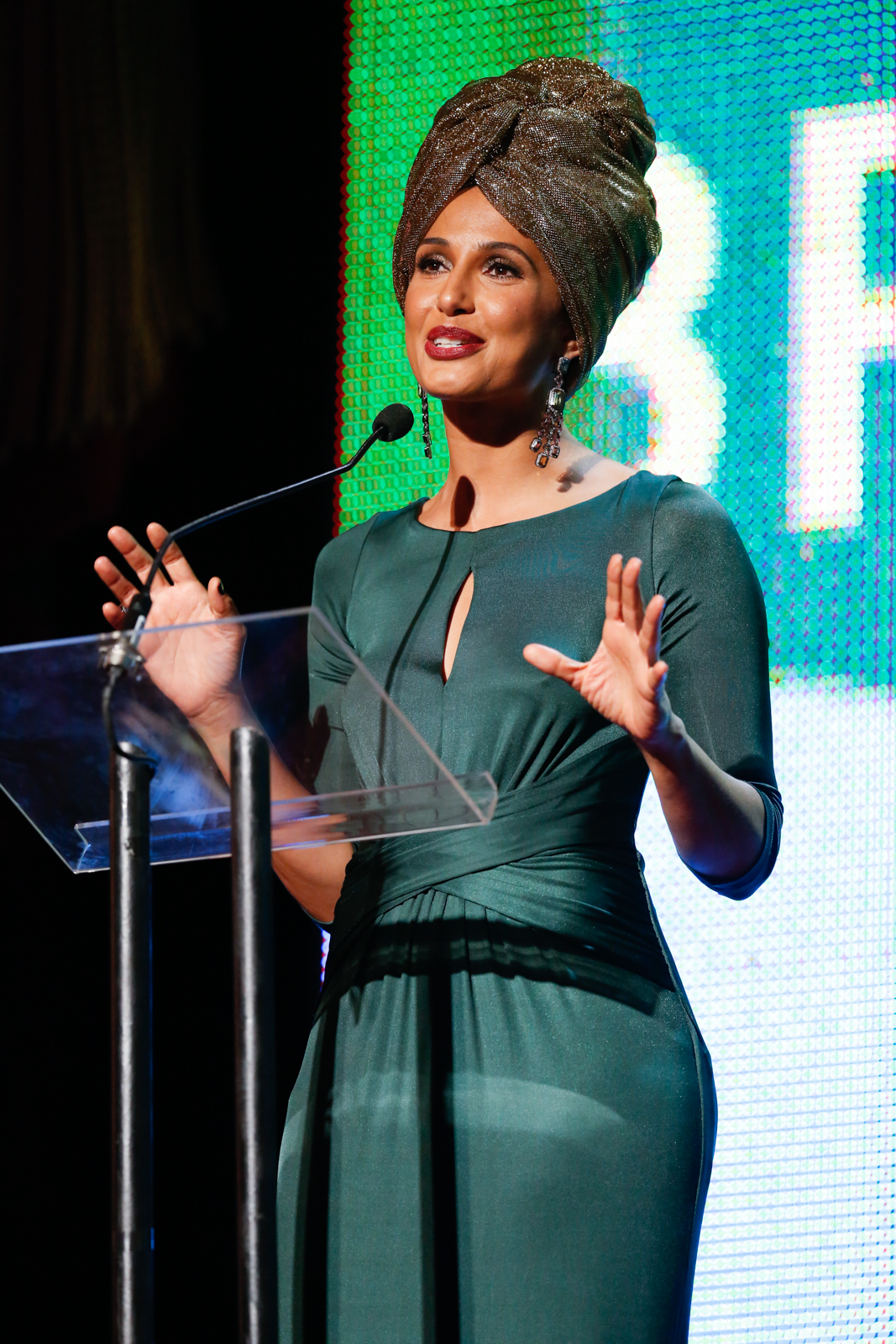
Camila no 25º Premio da Música Brasileira no Theatro Municipal em 2014.

Em 2011, atuou em Insensato Coração de Gilberto Braga e Ricardo Linhares, como a publicitária Carol, fazendo par romântico com André Gurgel, personagem de Lázaro Ramos, com quem tem um filho, mas envolve-se também com o personagem Raul Brandão, vivido por Antônio Fagundes, formando, assim, um dos triângulos amorosos centrais da novela. Ainda em Insensato Coração, Elisa Lucinda voltou a fazer a mãe de Camila Ptanga numa participação especial. No mesmo ano, faz uma participação especial em um episódio da décima primeira temporada de A Grande Família, como a personagem Kelly, uma estagiária interesseira que seduz Mendonça (papel de Tonico Pereira). Em 2012, retornou como apresentadora do Som Brasil e é escalada para protagonizar a novela vencedora do Emmy Internacional Lado a Lado, escrita por Claudia Lage e João Ximenes Braga com supervisão de texto de Gilberto Braga, junto a Marjorie Estiano, voltando a repetir a parceria com Lázaro Ramos, onde viveram o casal Isabel e Zé Maria. Ainda em 2012, antes de ter aceitado o papel de Isabel em Lado a Lado, Camila foi cogitada para protagonizar a novela das onze Gabriela, interpretando a personagem-título, e a novela das sete Cheias de Charme, no papel de Penha, mas as personagens passaram para Juliana Paes e Taís Araújo, respectivamente.
Em 2013, a atriz fez uma temporada de ensaios pelo sertão nordestino com a peça O Duelo uma adaptação feita por Aury Porto da obra de Anton Tchékhov, onde passou alguns meses pelas cidades de Iracema, Arneiroz e Lavras da Mangabeira (ambas cidades do interior do Ceará). Camila junto com todo elenco levaram cultura em forma de teatro à comunidades de menor porte e para a maioria das pessoas que nunca tiveram a oportunidade de assistir uma peça de teatro de perto. No mesmo ano, faz uma participação especial na sitcom A Grande Família; e no ano seguinte, na terceira temporada da série de drama Sessão de Terapia. Em 2015, interpreta a protagonista Regina da novela Babilônia de Gilberto Braga, Ricardo Linhares e João Ximenes Braga, marcando sua primeira protagonista no horário nobre da Globo e a terceira parceria com Giba. Nela, se destacou ao completar o trio protagonista com Glória Pires e Adriana Esteves (intérpretes das vilãs Beatriz e Inês, respectivamente), com quem Regina rivalizava na novela.
Em 2016, interpretou Maria Tereza de Sá Ribeiro na novela das 21 horas, Velho Chico de Benedito Ruy Barbosa, assumindo o papel que seria de Letícia Sabatella, sendo essa sua segunda protagonista do horário nobre, dividindo a personagem com Julia Dalavia e Isabella Aguiar, que viveram Terê nas duas primeiras fases da novela. Na produção, contracenou novamente com Antônio Fagundes, dessa vez no papel de filha do veterano, e viveu a enteada de Christiane Torloni pela segunda vez após Mulheres Apaixonadas. Também codirigiu com Beto Brant o documentário Pitanga, sobre seu pai Antônio, que foi premiado como melhor filme brasileiro na Mostra Internacional de Cinema de São Paulo. Ainda em 2016 com o término da novela Velho Chico, Camila e todo elenco de O Duelo retornaram às cidades onde estiveram em 2013 no sertão nordestino (Iracema, Arneiroz e Lavras da Magabeira) para apresentarem a peça da mesma maneira que foi apresentada nas principais capitais do Brasil e também fora dele, sabe-se que em 2013 a temporada nas cidades foram apenas ensaios. Em 2017, estrelou o penúltimo episódio da série do GNT, Palavras em Série interpretando a poesia de Hilda Hilst. Em 2018, a atriz se junta ao time de apresentadores do Criança Esperança e retorna a teledramaturgia, na série de Estela Renner e Marcos Nisti, Aruanas, no papel da vilã, Olga, sendo essa sua primeira vilã principal na carreira. No mesmo ano, foi convidada para protagonizar a novela das nove Segundo Sol, de João Emanuel Carneiro, onde viveria Luzia, mas acabou recusando o papel, querendo se afastar das novelas após o término de Velho Chico, onde perdeu seu amigo e colega de cena Domingos Montagner durante as gravações da novela. O papel acabou passando para Giovanna Antonelli. No ano seguinte, foi convidada novamente para integrar o elenco de outra novela: a "novela das seis" Órfãos da Terra, repetindo a parceria com Duca Rachid e Thelma Guedes, as autoras de Cama de Gato. Mas recusou o convite para se dedicar com as gravações da segunda temporada de Aruanas. Na segunda temporada da série exclusiva do Globoplay, sua personagem, Olga, se envolve romanticamente com Ivona, vivida por Elisa Volpatto, sendo essa a primeira personagem LGBT interpretada com a atriz, que também faz parte da sigla.

### 2020—presente: Saída da Globo, contrato com a HBO Max eBeleza Fatal
Em 2021, após mais de 20 anos de contrato, a atriz encerrou suas atividades com a TV Globo, e em seguida assina com a plataforma de streaming HBO Max, recém inaugurado no Brasil, onde atua como atriz e produtora executiva, estando a frente de diversos projetos, entre eles o de Beleza Fatal, a primeira novela da plataforma.. Após diversos adiamentos, as gravações da novela se iniciaram em setembro de 2023, sendo posteriormente, lançada em janeiro de 2025. No folhetim escrito por Raphael Montes e dirigido por Maria de Medicis, Camila interpreta a vilã Lola, uma mulher ardilosa e sem escrúpulos que antagoniza com a mocinha interpretada por Camila Queiroz, Sofia. A personagem, apesar de cruel, acabou conquistando o público com sua personalidade expansiva e bom humor . Em 2022, apresenta, ao lado do também ator Silvero Pereira, a vigésima primeira edição do Grande Prêmio do Cinema Brasileiro, o Grande Otelo. Em 2023, Camila encerra as gravações do filme Malês, que terá direção de seu pai, Antônio Pitanga, e roteiro de Manuela Dias, além de contracenar com seu irmão Rocco Pitanga. O longa-metragem conta a história da revolta dos Malês, a maior rebelião organizada por escravos na história

## Vida pessoal
É filha do ator Antônio Pitanga e da atriz Vera Manhães, e irmã do também ator Rocco Pitanga. Fez o ensino médio no tradicional Colégio Pentágono, e graduou-se em Artes Cênicas pela Universidade do Estado do Rio de Janeiro. É diretora do Movimento Humanos Direitos e Embaixadora Nacional da ONU Mulheres.
Seus pais separaram-se em 1986, após dez anos de casamento, quando Camila tinha 9 anos e seu irmão Rocco apenas 6. Camila e o irmão passaram a ser criados pelo pai, que ganhou a guarda dos filhos na justiça, por uma decisão em comum acordo de seus pais, pois sua mãe achou que o ex-marido teria melhores condições de criar os filhos que ela, visto que sua mãe até hoje sofre com depressão e ansiedade, e preferiu voltar a viver em São Paulo, sua cidade natal, para tratar-se, enquanto Camila e Rocco viveram com o pai no Rio de Janeiro. Apesar disso, a atriz revelou que nunca esteve distante de sua mãe, que eventualmente a visitava. Sobre a ausência materna, Camila declarou: "Eu não fui criada afastada da minha mãe, ela não foi ausente, só que eu morava no Rio e ela nem sempre. Conseguimos restabelecer nossa intimidade. Não queremos resgatar o tempo perdido, e sim viver o agora, numa boa, sem pressa".
Camila comprou uma casa para a mãe viver na cidade de Maricá, no bairro de Itaipuaçu, no Rio de Janeiro, para poder ficar mais próxima dela. Até hoje sua mãe faz tratamento psicoterápico e psiquiátrico, tomando antidepressivos e ansiolíticos.
Em agosto de 2020 Camila e sua filha foram diagnosticadas com malária. A atriz foi acusada por um grupo de pessoas nas redes sociais de estar com COVID-19 e ter falsificado seu exame para poder tomar cloroquina, porém essa história foi desmentida, e a atriz curou-se juntamente com sua filha. O laudo médico da atriz afirmou que ela e sua filha Antônia contraíram malária durante o isolamento social da pandemia por estarem morando temporariamente em uma área rural, numa região coberta por Mata Atlântica, no litoral de São Paulo. Camila revelou que foi atacada com discursos de ódio na internet por ter tido atendimento na rede pública de saúde, e por ter prestado homenagem aos profissionais da enfermagem.

### Relacionamentos e sexualidade
Em 1999 começou a namorar o diretor de arte Cláudio Amaral Peixoto, com quem foi casada de 2001 a 2011. Em 19 de maio de 2008, no Rio de Janeiro, deu à luz sua única filha, Antônia Pitanga do Amaral Peixoto. O nome Antônia foi dado nome em homenagem ao seu pai, Antônio.
Em 2011, após dez anos de uma união estável, ocorreu a separação do casal de forma amigável.
Após outros relacionamentos casuais, foi namorada do ator Igor Angelkorte de março de 2015 a dezembro de 2017, quem conheceu durante as gravações da novela Babilônia. De agosto a dezembro de 2018 namorou o músico Rafael Rocha.
Em março de 2019 começou namorar a artesã Beatriz Coelho, mas só assumiram o relacionamento afetivo em novembro do mesmo ano, quando Camila assumiu para a mídia que é bissexual. A atriz contou que sempre foi bastante discreta e até aquele momento não havia sentido necessidade de expor sua intimidade. Em dezembro de 2020 o relacionamento chegou ao fim, porém as duas continuam sendo amigas, afirmou a equipe da atriz e uma nota enviada para a imprensa.
Em abril de 2021, a atriz começou a namorar o professor de filosofia Patrick Pessoa, porém o relacionamento só veio a público em outubro do mesmo ano.

### Acidente
Em 15 de setembro de 2016, enquanto Camila nadava junto com o ator Domingos Montagner no rio São Francisco, em um intervalo de gravação da novela Velho Chico, uma forte correnteza os arrastou. Camila quase se afogou, mas foi salva por Domingos, conseguindo agarrar-se nas pedras que estavam na margem do rio. Ela tentou puxar o amigo, mas o ator foi arrastado pela correnteza, e morreu afogado. O fato a abalou profundamente, a fez entrar em depressão e buscar ajuda psicológica. Camila isolou-se por mais de um ano de seus trabalhos na televisão e só voltou a gravar novelas em 2024.

## Filmografia

### Televisão
| Ano       | Trabalho/Obra             | Personagem                            | Notas                                                  |
| --------- | ------------------------- | ------------------------------------- | ------------------------------------------------------ |
| 1988      | Clube da Criança          | Clubete (assistente de palco)         |                                                        |
| 1993      | Sex Appeal                | Vilma Nascimento                      |                                                        |
| 1993–1994 | Fera Ferida               | Teresa Fronteira (Teresinha)          |                                                        |
| 1995      | A Próxima Vítima          | Patrícia Noronha                      |                                                        |
| 1996–1997 | Malhação                  | Alexandra Bittencourt (Alex)          | Temporadas 2–3                                         |
| 1997–1998 | Malhação                  | Alexandra Bittencourt (Alex)          | Temporadas 2–3                                         |
| 1998–1999 | Pecado Capital            | Rita Santini (Ritinha)                |                                                        |
| 1999      | Você Decide               | Daniela Oliveira Pessoa               | Episódio: "Transas de Família: Parte 1"                |
| 2000      | Brava Gente               | Elisa                                 | Episódio: "Meia Encarnada Dura de Sangue"              |
| 2000      | Garotas do Programa       | Várias personagens                    |                                                        |
| 2000      | A Invenção do Brasil      | Catarina Paraguaçu                    |                                                        |
| 2001      | Porto dos Milagres        | Esmeralda Miranda                     |                                                        |
| 2001      | Brava Gente               | Maria                                 | Episódio: "O Mistério do Boi Surubim"                  |
| 2002      | Pastores da Noite         | Marialva                              | Episódio: "O Casamento do Cabo Martim"                 |
| 2002      | A Grande Família          | Marina Silva                          | Episódio: "A Enorme Família" e "Ô Velho Gostoso"       |
| 2003      | Mulheres Apaixonadas      | Drª. Luciana Rodrigues Ribeiro Alves  |                                                        |
| 2003      | A Grande Família          | Marina Souza                          | Episódio: "Como Rechear um Peru"                       |
| 2004      | Quem Vai Ficar com Mário? | Diana                                 | Especial de fim de ano                                 |
| 2005–2006 | Belíssima                 | Mônica Santana                        |                                                        |
| 2006      | Tecendo o Saber           | Ritinha                               | Episódio: "Ler, escrever e crescer"                    |
| 2007      | Paraíso Tropical          | Francisbel dos Santos Batista (Bebel) |                                                        |
| 2008      | Faça Sua História         | Cherry Davis                          | Episódios: "Super-Mamãe Suzete" e "A Estrela do Irajá" |
| 2008–2012 | Som Brasil                | Apresentadora                         |                                                        |
| 2009–2010 | Cama de Gato              | Rosenilde dos Santos Pereira (Rose)   |                                                        |
| 2011      | Insensato Coração         | Carolina Miranda Brandão (Carol)      |                                                        |
| 2011      | A Grande Família          | Kelly                                 | Episódio: "O Amor Custa Caro"                          |
| 2012–2013 | Lado a Lado               | Isabel Nascimento dos Santos          |                                                        |
| 2013      | A Grande Família          | Marina Souza                          | Episódio: "Um Homem Chamado Flor"                      |
| 2014      | Sessão de Terapia         | Drª. Rita Sanchez                     | Temporada 3                                            |
| 2015      | Babilônia                 | Regina Rocha                          |                                                        |
| 2016      | Velho Chico               | Maria Tereza de Sá Ribeiro (Terê)     |                                                        |
| 2017      | Palavras em Série         | Hilda Hilst                           |                                                        |
| 2019–2020 | Superbonita               | Apresentadora                         |                                                        |
| 2019      | Mulheres Fantásticas      | Narradora                             | Episódio: "Wangari Maathai"                            |
| 2019      | Juntos a Magia Acontece   | Vera Santos                           | Especial de fim de ano                                 |
| 2019–2021 | Aruanas                   | Olga Ribeiro                          | Temporadas 1–2                                         |
| 2023      | Tributo                   | Ela mesma                             | Episódio: "Léa Garcia"                                 |
| 2025      | Beleza Fatal              | Lola Fernandes Argento                |                                                        |
| 2025      | Dona de Mim               | Ellen Soares Silveira                 | Episódio: "28 de abril"                                |
| 2025      | Show 60 Anos              | Francisbel dos Santos Batista (Bebel) | Especial 60 Anos Globo                                 |

### Cinema
| Ano  | Nome                                                   | Personagem           | Nota           |
| ---- | ------------------------------------------------------ | -------------------- | -------------- |
| 1984 | Quilombo                                               | Nena                 |                |
| 1993 | A Morte no Edifício Império                            | Carol                | Curta-metragem |
| 1995 | Super-Colosso: a Gincana da TV Colosso                 | Camilinha            |                |
| 1998 | The Big Shit                                           | Garota na rua        | Curta-metragem |
| 2001 | Atlantis - O Reino Perdido                             | Kida                 | Dublagem       |
| 2001 | Caramuru - A Invenção do Brasil                        | Catarina Paraguaçu   |                |
| 2003 | Bala Perdida                                           | Marina               | Curta-metragem |
| 2004 | Redentor                                               | Soninha              |                |
| 2004 | Bendito Fruto                                          | Choquita             |                |
| 2004 | O Preço da Paz                                         | Anésia               |                |
| 2005 | O Signo do Caos                                        | Furacão de Santos    |                |
| 2005 | Sal de Prata                                           | Cassandra            |                |
| 2006 | Mulheres do Brasil                                     | Esmeralda            |                |
| 2007 | Saneamento Básico, o Filme                             | Silene               |                |
| 2007 | Noel - Poeta da Vila                                   | Ceci                 |                |
| 2010 | Lutas                                                  | Janaína              |                |
| 2011 | Eu Receberia as Piores Notícias dos seus Lindos Lábios | Lavínia              |                |
| 2013 | Uma História de Amor e Fúria                           | Janaína              | Voz original   |
| 2014 | Para Sempre Teu, Caio F.                               | Ela mesma            | Documentário   |
| 2015 | A Natureza Está Falando                                | Amazônia             | Narração       |
| 2017 | Pitanga                                                | Ela mesma / Diretora | Documentário   |
| 2021 | Mise en Scène: a Artesania do Artista                  | Ela mesma            | Documentário   |
| 2025 | Malês                                                  | Sabina               |                |
| 2025 | Samba Infinito                                         | Irmã                 | Curta-metragem |

### Videoclipes
| Ano  | Canção                       | Artista           |
| ---- | ---------------------------- | ----------------- |
| 1994 | "Distração"                  | Ponto Crucial     |
| 2014 | "Morada Boa"                 | 3 Na Massa        |
| 2017 | "Fofoca é Lixo"              | Molejo            |
| 2018 | "Indivídua"                  | João Cavalcanti   |
| 2018 | "Maria, Maria"               | Milton Nascimento |
| 2019 | "Ninguém Perguntou Por Você" | Letícia Letrux    |

## Teatro
| Ano  | Título                             | Personagem      |
| ---- | ---------------------------------- | --------------- |
| 1991 | A Gata Borralheira                 | Madrasta        |
| 1994 | A Ira de Aquiles                   | Afrodite        |
| 1995 | Orfeu da Conceição                 | Eurídice        |
| 1995 | Odisséia                           | Penélope        |
| 2002 | Arlequim, Servidor de Dois Patrões | Beatriz Rasponi |
| 2004 | A Maldição do Vale Negro           | Rosalinda       |
| 2013 | O Duelo - Uma Novela Teatral       | Nadiejda        |
| 2019 | Por que Não Vivemos?               | Mulher          |

## Prêmios e indicações
| Ano  | Premiação                                   | Categoria                                   | Nomeações                                              | Resultado |
| ---- | ------------------------------------------- | ------------------------------------------- | ------------------------------------------------------ | --------- |
| 2000 | Troféu Raça Negra                           | Melhor Atriz                                | Caramuru                                               | Venceu    |
| 2001 | Prêmio Guarani de Cinema Brasileiro         | Melhor Atriz                                | Caramuru                                               | Indicada  |
| 2003 | Prêmio Extra de Televisão                   | Melhor Atriz                                | Mulheres Apaixonadas                                   | Venceu    |
| 2003 | Prêmio Qualidade Brasil - SP                | Melhor Atriz Teatral Comédia                | Arlequim, Servidor de Dois Patrões                     | Venceu    |
| 2004 | Prêmio Qualidade Brasil - SP                | Melhor Atriz Coadjuvante de Cinema          | Redentor                                               | Indicada  |
| 2004 | Grande Prêmio do Cinema Brasileiro          | Melhor Atriz Coadjuvante                    | Bendito Fruto                                          | Indicada  |
| 2005 | Troféu Raça Negra                           | Melhor Atriz (voto popular)                 | Belíssima                                              | Venceu    |
| 2005 | Prêmio Qualidade Brasil                     | Melhor Atriz                                | Sal de Prata                                           | Indicada  |
| 2005 | Prêmio Guarani de Cinema Brasileiro         | Melhor Atriz Coadjuvante                    | Sal de Prata                                           | Indicada  |
| 2007 | Prêmio Guarani de Cinema Brasileiro         | Melhor Atriz Coadjuvante                    | Saneamento Básico, o Filme                             | Indicada  |
| 2007 | Meus Prêmios Nick                           | Gata do Ano                                 | Paraíso Tropical                                       | Indicada  |
| 2007 | Prêmio Tudo de Bom - Jornal O Dia           | Melhor Atriz                                | Paraíso Tropical                                       | Venceu    |
| 2007 | Prêmio Qualidade Brasil                     | Melhor Atriz                                | Paraíso Tropical                                       | Venceu    |
| 2007 | Capricho Awards                             | Melhor Atriz Nacional                       | Paraíso Tropical                                       | Venceu    |
| 2007 | Prêmio Quem de Televisão                    | Melhor Atriz de Televisão                   | Paraíso Tropical                                       | Venceu    |
| 2007 | Prêmio Extra de Televisão                   | Melhor Atriz                                | Paraíso Tropical                                       | Venceu    |
| 2007 | Melhores do Ano                             | Atriz de Novela                             | Paraíso Tropical                                       | Venceu    |
| 2007 | Melhores do UOL e PopTevê                   | Melhor Atriz                                | Paraíso Tropical                                       | Venceu    |
| 2007 | Prêmio Mulheres Criativas                   | Atriz de TV                                 | Paraíso Tropical                                       | Venceu    |
| 2007 | Prêmio TV Press                             | Melhor Atriz                                | Paraíso Tropical                                       | Venceu    |
| 2007 | Prêmio IG                                   | Melhor Atriz                                | Paraíso Tropical                                       | Venceu    |
| 2007 | Prêmio IG                                   | Melhor Par Romântico (com Wagner Moura)     | Paraíso Tropical                                       | Venceu    |
| 2007 | Prêmio IG                                   | Mais Sexy                                   | Paraíso Tropical                                       | Indicada  |
| 2008 | Prêmio Faz Diferença - Jornal O Globo       | Revista da TV                               | Paraíso Tropical                                       | Venceu    |
| 2008 | Troféu APCA                                 | Melhor Atriz                                | Paraíso Tropical                                       | Venceu    |
| 2008 | Troféu Imprensa                             | Melhor Atriz                                | Paraíso Tropical                                       | Venceu    |
| 2008 | Troféu Internet                             | Melhor Atriz                                | Paraíso Tropical                                       | Venceu    |
| 2008 | Prêmio Contigo! de TV                       | Melhor Atriz de Novela                      | Paraíso Tropical                                       | Venceu    |
| 2008 | Prêmio Contigo! de TV                       | Melhor Par Romântico (com Wagner Moura)     | Paraíso Tropical                                       | Venceu    |
| 2008 | Prêmio Contigo! do Cinema Nacional          | Melhor Atriz Coadjuvante                    | Noel: Poeta da Vila                                    | Indicada  |
| 2010 | Prêmio Qualidade Brasil                     | Melhor Atriz                                | Cama de Gato                                           | Indicada  |
| 2011 | Prêmio Quem de Televisão                    | Melhor Atriz Coadjuvante                    | Insensato Coração                                      | Indicada  |
| 2011 | Troféu Raça Negra                           | Melhor Atriz                                | Insensato Coração                                      | Indicada  |
| 2011 | Cine PE                                     | Homenagem (Troféu Calunga)                  | Contribuição ao audiovisual                            | Venceu    |
| 2011 | Festival de Cine Ibero-americano de Huelva  | Melhor Atriz                                | Eu Receberia as Piores Notícias dos seus Lindos Lábios | Indicado  |
| 2011 | Festival do Rio                             | Melhor Atriz                                | Eu Receberia as Piores Notícias dos seus Lindos Lábios | Venceu    |
| 2011 | Amazonas Film Festival                      | Melhor Atriz                                | Eu Receberia as Piores Notícias dos seus Lindos Lábios | Venceu    |
| 2012 | Prêmio Contigo! do Cinema Nacional          | Melhor Atriz pelo júri                      | Eu Receberia as Piores Notícias dos seus Lindos Lábios | Venceu    |
| 2012 | Prêmio Guarani de Cinema Brasileiro         | Melhor Atriz                                | Eu Receberia as Piores Notícias dos seus Lindos Lábios | Venceu    |
| 2012 | Prêmio Quem do Cinema                       | Melhor Atriz                                | Eu Receberia as Piores Notícias dos seus Lindos Lábios | Indicado  |
| 2012 | Prêmio Bravo! Prime de Cultura              | Artista Prime do Ano                        | Eu Receberia as Piores Notícias dos seus Lindos Lábios | Indicada  |
| 2013 | Festival Sesc Melhores Filmes               | Melhor Atriz da crítica                     | Eu Receberia as Piores Notícias dos seus Lindos Lábios | Venceu    |
| 2013 | Festival Sesc Melhores Filmes               | Melhor Atriz do público                     | Eu Receberia as Piores Notícias dos seus Lindos Lábios | Venceu    |
| 2013 | Prêmio Fiesp/Sesi-SP de Cinema              | Melhor Atriz                                | Eu Receberia as Piores Notícias dos seus Lindos Lábios | Venceu    |
| 2013 | Prêmio ACIE de Cinema                       | Melhor Atriz                                | Eu Receberia as Piores Notícias dos seus Lindos Lábios | Venceu    |
| 2013 | Anápolis Festival de Cinema                 | Melhor Atriz                                | Eu Receberia as Piores Notícias dos seus Lindos Lábios | Venceu    |
| 2013 | Melhores do UOL e PopTevê                   | Melhor Par Romântico (com Lázaro Ramos)     | Lado a Lado                                            | Indicada  |
| 2014 | Prêmio Questão de Crítica                   | Melhor Elenco                               | O Duelo                                                | Venceu    |
| 2016 | Melhores do Ano                             | Melhor Atriz de Novela                      | Velho Chico                                            | Venceu    |
| 2016 | Jornal Diário Gaúcho                        | Melhor Atriz                                | Velho Chico                                            | Venceu    |
| 2016 | Troféu AIB de Imprensa                      | Melhor Atriz                                | Velho Chico                                            | Indicada  |
| 2016 | Prêmio Extra de Televisão                   | Melhor Atriz                                | Velho Chico                                            | Indicada  |
| 2016 | Troféu UOL TV e Famosos                     | Melhor Atriz                                | Velho Chico                                            | Indicada  |
| 2016 | Troféu Observatório da Televisão            | Melhor Atriz                                | Velho Chico                                            | Venceu    |
| 2016 | Melhores do Ano NaTelinha                   | Melhor Atriz                                | Velho Chico                                            | Indicada  |
| 2017 | Troféu Internet                             | Melhor Atriz                                | Velho Chico                                            | Indicada  |
| 2017 | Mostra Internacional de Cinema de São Paulo | Melhor Filme BR da crítica (com Beto Brant) | Pitanga                                                | Venceu    |
| 2017 | Mostra de Cinema de Tiradentes              | Melhor Longa (com Beto Brant)               | Pitanga                                                | Venceu    |
| 2017 | Los Angeles Brazilian Film Festival         | Homenagem Especial (com Beto Brant)         | Pitanga                                                | Venceu    |
| 2018 | Grande Prêmio do Cinema Brasileiro          | Melhor Documentário (com Beto Brant)        | Pitanga                                                | Indicada  |
| 2018 | Prêmio ABRA de Roteiro                      | Longa-metragem Documentário                 | Pitanga                                                | Indicada  |
| 2020 | Mostra de Cinema de Tiradentes              | Homenagem (Troféu Barroco)                  | Carreira                                               | Venceu    |
| 2020 | Prêmio Cenym de Teatro                      | Melhor Atriz                                | Por que Não Vivemos?                                   | Indicada  |
| 2022 | Cine Ceará                                  | Homenagem (Prêmio Eusélio Oliveira)         | Carreira                                               | Venceu    |
| 2024 | Prêmio Platino                              | Melhor Atriz Coadjuvante de Série           | Aruanas                                                | Indicada  |
| 2025 | Prêmio iBest                                | Protagonista Influenciador                  | Beleza Fatal                                           | Pendente  |
| 2025 | SEC Awards                                  | Melhor Atriz em Novela                      | Beleza Fatal                                           | Pendente  |